# 伊藤秀樹
伊藤 秀樹（いとう ひでき、1957年2月13日 - ）は、日本の外交官。駐スーダン特命全権大使を経て、駐バーレーン特命全権大使。三重県津市出身。

## 来歴
- 1979年 - 東京大学法学部卒業、外務省入省[1]。
- 1993年 - 在サウジアラビア日本国大使館一等書記官。
- 1996年 - 同参事官。同年国際連合日本政府代表部参事官。
- 1999年 - 防衛庁運用局訓練課長。
- 2001年 - 外務省総合外交政策局国際社会協力部国連行政課長[2]。
- 2003年 - 在イラン日本国大使館公使。
- 2004年 - 兼在イラク日本国大使館サマーワ事務所。
- 2005年 - 大臣官房参事官兼中東アフリカ局。
- 2007年 - 在バーレーン日本国大使館公使。
- 2009年 - バンクーバー総領事。
- 2012年 - 東京都知事本局儀典長。
- 2014年から駐スーダン特命全権大使を務め[1]、供与額1億3000万円の無償資金協力に関する書簡の交換を行うなどした[3]。
- 2018年 - 駐バーレーン特命全権大使[1]。
- 2021年離任し、死亡退任した中村滋の後任として東京都公安委員会委員に就任[4]。